# Estados Unidos en los Juegos Olímpicos de Tokio 1964
Estados Unidos estuvo representado en los Juegos Olímpicos de Tokio 1964 por un total de 346 deportistas, 267 hombres y 79 mujeres, que compitieron en 19 deportes.
El portador de la bandera en la ceremonia de apertura fue el atleta Parry O'Brien.

## Medallistas
El equipo olímpico estadounidense obtuvo las siguientes medallas:
| Nombre | Deporte           | Competición                      |
| --- | ----------------- | -------------------------------- |
| Oro |                   |                                  |
| Wyomia Tyus | Atletismo         | 100 m F                          |
| Edith McGuire | Atletismo         | 200 m F                          |
| Bob Hayes | Atletismo         | 100 m M                          |
| Henry Carr | Atletismo         | 200 m M                          |
| Mike Larrabee | Atletismo         | 400 m M                          |
| Bob Schul | Atletismo         | 5000 m M                         |
| Billy Mills | Atletismo         | 10 000 m M                       |
| Hayes Jones | Atletismo         | 110 m vallas M                   |
| Rex Cawley | Atletismo         | 400 m vallas M                   |
| Paul Drayton Gerry Ashworth Richard Stebbins Bob Hayes                                                                        | Atletismo         | 4 × 100 m M                      |
| Ollan Cassell Mike Larrabee Ulis Williams Henry Carr                                                                          | Atletismo         | 4 × 400 m M                      |
| Fred Hansen | Atletismo         | Salto con pértiga M              |
| Dallas Long | Atletismo         | Peso M                           |
| Al Oerter | Atletismo         | Disco M                          |
| Equipo | Baloncesto        | Torneo M                         |
| Joe Frazier | Boxeo             | +81 kg M                         |
| Ginny Duenkel | Natación          | 400 m libre F                    |
| Cathy Ferguson | Natación          | 100 m espalda F                  |
| Sharon Stouder | Natación          | 100 m mariposa F                 |
| Donna de Varona | Natación          | 400 m estilos F                  |
| Sharon Stouder Donna de Varona Lillian Watson Kathy Ellis                                                                     | Natación          | 4 × 100 m libre F                |
| Cathy Ferguson Cynthia Goyette Sharon Stouder Kathy Ellis                                                                     | Natación          | 4 × 100 m estilos F              |
| Don Schollander | Natación          | 100 m libre M                    |
| Don Schollander | Natación          | 400 m libre M                    |
| Jed Graef | Natación          | 200 m espalda M                  |
| Richard Roth | Natación          | 400 m estilos M                  |
| Steve Clark Mike Austin Gary Ilman Don Schollander                                                                            | Natación          | 4 × 100 m libre M                |
| Steve Clark Roy Saari Gary Ilman Don Schollander                                                                              | Natación          | 4 × 200 m libre M                |
| Thompson Mann William Craig Fred Schmidt Steve Clark                                                                          | Natación          | 4 × 100 m estilos M              |
| Edward Ferry Conn Findlay Kent Mitchell                                                                                       | Remo              | Dos con timonel (M2+) M          |
| Joseph Amlong Thomas Amlong Harold Budd Emory Clark Stanley Cwiklinski Hugh Foley William Knecht William Stowe Róbert Zimonyi | Remo              | Ocho con timonel (M8+) M         |
| Lesley Bush | Saltos            | Plataforma 10 m F                |
| Kenneth Sitzberger | Saltos            | Trampolín 3 m M                  |
| Bob Webster | Saltos            | Plataforma 10 m M                |
| Lones Wigger | Tiro              | Rifle en tres posiciones 50 m M  |
| Gary Anderson | Tiro              | Rifle en tres posiciones 300 m M |
| Plata |                   |                                  |
| Edith McGuire | Atletismo         | 100 m F                          |
| Willye White Wyomia Tyus Marilyn White Edith McGuire                                                                          | Atletismo         | 4 × 100 m F                      |
| Paul Drayton | Atletismo         | 200 m M                          |
| Blaine Lindgren | Atletismo         | 110 m vallas M                   |
| Ralph Boston | Atletismo         | Salto de longitud M              |
| John Thomas | Atletismo         | Salto de altura M                |
| Randy Matson | Atletismo         | Peso M                           |
| Isaac Berger | Halterofilia      | 60 kg M                          |
| Michael Page (The Grasshopper) Kevin Freeman (Gallopade) Michael Plumb (Bold Minstrel) Lana du Pont (Mr. Wister)              | Hípica            | Concurso completo por eqs.       |
| Sharon Stouder | Natación          | 100 m libre F                    |
| Marilyn Ramenofsky | Natación          | 400 m libre F                    |
| Claudia Kolb | Natación          | 200 m braza F                    |
| Sharon Finneran | Natación          | 400 m estilos F                  |
| John Nelson | Natación          | 1500 m libre M                   |
| Gary Dilley | Natación          | 200 m espalda M                  |
| Carl Robie | Natación          | 200 m mariposa M                 |
| Roy Saari | Natación          | 400 m estilos M                  |
| James Moore David Kirkwood Paul Pesthy                                                                                        | Pentatlón moderno | Equipo M                         |
| Francine Fox Glorianne Perrier                                                                                                | Piragüismo        | K2 500 m F                       |
| Seymour Cromwell James Storm                                                                                                  | Remo              | Doble scull (M2x) M              |
| Jeanne Collier | Saltos            | Trampolín 3 m F                  |
| Frank Gorman | Saltos            | Trampolín 3 m M                  |
| Franklin Green | Tiro              | Pistola 50 m M                   |
| Lones Wigger | Tiro              | Rifle en posición tendida 50 m M |
| Peter Barrett | Vela              | Finn M                           |
| Richard Stearns Lynn Williams                                                                                                 | Vela              | Star M                           |
| Bronce |                   |                                  |
| Bill Dellinger | Atletismo         | 5000 m M                         |
| John Rambo | Atletismo         | Salto de altura M                |
| Dave Weill | Atletismo         | Disco M                          |
| Robert John Carmody | Boxeo             | 51 kg M                          |
| Charles Brown | Boxeo             | 57 kg M                          |
| Ronald Allen Harris | Boxeo             | 60 kg M                          |
| Norbert Schemansky | Halterofilia      | +90 kg M                         |
| Daniel Brand | Lucha libre       | 87 kg M                          |
| Kathy Ellis | Natación          | 100 m libre F                    |
| Terri Stickles | Natación          | 400 m libre F                    |
| Ginny Duenkel | Natación          | 100 m espalda F                  |
| Kathy Ellis | Natación          | 100 m mariposa F                 |
| Martha Randall | Natación          | 400 m estilos F                  |
| Bob Bennett | Natación          | 200 m espalda M                  |
| Chet Jastremski | Natación          | 200 m braza M                    |
| Fred Schmidt | Natación          | 200 m mariposa M                 |
| Marcia Jones-Smoke | Piragüismo        | K1 500 m F                       |
| Geoffrey Picard Richard Lyon Theodore Mittet Theodore Nash                                                                    | Remo              | Cuatro sin timonel (M4-) M       |
| Patsy Willard | Saltos            | Trampolín 3 m F                  |
| Lawrence Andreasen | Saltos            | Trampolín 3 m M                  |
| Tom Gompf | Saltos            | Plataforma 10 m M                |
| Martin Gunnarsson | Tiro              | Rifle en tres posiciones 300 m M |
| Tommy Pool | Tiro              | Rifle en tres posiciones 50 m M  |
| William Morris | Tiro              | Foso M                           |
| Harry Melges William Bentsen                                                                                                  | Vela              | Flying Dutchman M                |
| Lowell North Richard Deaver Charles Rogers                                                                                    | Vela              | Dragon M                         |
| John McNamara Joseph Batchelder Francis Scully                                                                                | Vela              | 5.5 Metre M                      |
| James Bregman | Judo              | –80 kg M                         |